# Roland Freyer
Roland Freyer (* 4. März 1947 in Züllsdorf) ist ein ehemaliger deutscher Fußballspieler. Für den Halleschen FC Chemie und die BSG Stahl Riesa spielte er in den 1960er und 1970er Jahren in der DDR-Oberliga, der höchsten Spielklasse im DDR-Fußball.

## Sportliche Laufbahn
Roland Freyer wuchs in seinem brandenburgischen Geburtsort Züllsdorf auf und begann dort auch bei der Betriebssportgemeinschaft (BSG) Traktor organisiert Fußball zu spielen. Mit vierzehn Jahren wechselte er zum BSG Traktor in der benachbarten Kreisstadt Herzberg. Dort spielte er bis zum Ende der Saison 1965/66, zuletzt mit der Männermannschaft in der fünftklassigen Kreisklasse.
Im Sommer 1966 schloss sich Freyer dem zweitklassigen DDR-Ligisten Stahl Riesa an, wo er bis zum Ende der Hinrunde 1967/68 in zwölf Ligaspielen eingesetzt wurde und dabei zwölf Tore erzielte. In der Rückrunde gehörte Freyer zum Kader des Oberligisten Hallescher FC Chemie, der den ausgeschiedenen Offensivspieler Hans Sturm ersetzen musste. Halles Trainer Horst Sockoll setzte Freyer am dritten Spieltag der Oberliga-Rückrunde im Auswärtsspiel gegen den 1. FC Union Berlin ein. Beim 1:0-Sieg der Hallenser spielte Freyer als Linksaußenstürmer, es blieb jedoch bei diesem einen Einsatz in der HFC-Oberligamannschaft. Nach dem Ende der Spielzeit 1967/68 kehrte Freyer wieder zu Stahl Riesa zurück. Die Riesaer hatten die Saison als Aufsteiger in die Oberliga beendet, und Freyer bestritt als Stürmer zunächst zwölf der dreizehn Hinrundenspiele der Saison 1968/69, wobei er auch zwei Tore schoss. Verletzungsbedingt kam er danach nur noch dreimal als Einwechselspieler zum Zuge. 1969/70 war Freyer von Anfang an Stammspieler im Angriff der Riesaer, verpasste nur ein Oberligaspiel und war mit acht Treffern zweitbester Torschütze der Mannschaft. Nachdem er bis zum Oktober neun Spiele in der Oberligasaison 1970/71 absolviert hatte, wurde Freyer im November 1970 zum Wehrdienst in der Nationalen Volksarmee eingezogen.
Während seiner Armeezeit konnte Freyer bei der Armeesportgemeinschaft ASG Vorwärts Cottbus in der DDR-Liga weiter Fußball spielen. Bis zu seiner Entlassung im Oktober 1973 war er in Cottbus stets Stammspieler der Armeemannschaft. Er kam in 57 Ligaspielen zum Einsatz und war mit seinen dreizehn Treffern ein verlässlicher Torschütze.
Vom 11. Spieltag der Saison 1973/74 spielte Freyer wieder für Stahl Riesa in der Oberliga. Er hatte sofort wieder einen Stammplatz inne, kam aber in seinen 16 Oberligaeinsätzen bis zum Saisonende als Linksaußen nur zu zwei Toren. Zur Saison 1974/75 kehrte Wolfgang Schröder nach längerer Abwesenheit wieder zu Stahl Riesa zurück und verdrängte Freyer, der in dieser Spielzeit nur zu vier Einwechseleinsätzen kam. Auch 1975/76 wurde Freyer seine Rolle als Ersatzspieler nicht los, kam zwar in achtzehn Oberligaspielen zum Einsatz, stand aber nur siebenmal in der Startelf. Daneben wurde er in vier Spielen der 2. Mannschaft eingesetzt, die in dieser Saison in der DDR-Liga spielte. Obwohl erst 27 Jahre alt, kehrte Roland Freyer danach nicht mehr in die höheren Fußball-Ligen zurück. Er war innerhalb von zehn Spielzeiten in 88 Oberligaspielen eingesetzt worden und hatte dreizehn Tore erzielt. In der DDR-Liga war er auf 73 Einsätze gekommen, in denen er 23 Tore schoss.
Im Sommer 1976 begann Freyer seine Laufbahn als Fußballtrainer beim 1. FC Lokomotive Leipzig. Dort war er 1976/77 zunächst Co-Trainer der Oberligamannschaft, danach war er bis 1990 als Trainer im Nachwuchsbereich tätig.